# Hahncappsia neomarculenta
Hahncappsia neomarculenta là một loài bướm đêm trong họ Crambidae.